# Mark Stent
Mark "Spike" Stent es un productor discográfico, e ingeniero en sonido británico. Ha trabajado con The KLF, Björk, Keane, Indochine, Depeche Mode, Echo & The Bunnymen, Muse, Erasure, Hard-Fi, Massive Attack, Janet Jackson, Madonna, Marilyn Manson, Pet Shop Boys, Dave Matthews, No Doubt/Gwen Stefani, Cansei de Ser Sexy, Beth Orton, Oasis, Spice Girls, Take That, Linkin Park, Craig David, S Club 7, Wheatus, U2, Britney Spears, Goldfrapp, Coldplay, Maroon 5, Marina Diamandis y otros artistas. Principalmente, de los ingenieros en mezclas, Stent es uno de los más solicitados en el negocio.
Stent utiliza para trabajar fuera de Olympic Studios, su oficina construida en el estudio Barnes, Sur de Londres, pero se ha debido a trasladar a Los Ángeles, donde están muchos de sus clientes. (El estudio fue construido como parte de una empresa conjunta entre él y EMI; EMI pagó por el edificio, y Stent lo equipó).
En 2005, los miembros de Radiohead confirmaron que las sesiones de grabación de su nuevo álbum sería con Stent. En agosto de 2006, la banda al parecer, había terminado las sesiones de grabación para In Rainbows junto a Stent comienzaría a trabajar otra vez con su productor de muchos años Nigel Godrich. En las líneas de agradecimientos del álbum, Stent no se acredita como un productor, sino que es una de las personas a las que la banda da las gracias.